# جوزف جانستون
 جوزف جانستون (انگلیسی: Joseph E. Johnston؛ ۳ فوریهٔ ۱۸۰۷ – ۲۱ مارس ۱۸۹۱) یک سیاست‌مدار اهل ایالات متحده آمریکا بود. وی همچنین از افسران در جنگ داخلی آمریکا بود.